# Methanofastidiosales
Methanofastidiosales es una arquea llamada inicialmente WSA2 o Arc I que se considera el primer metanógeno descubierto restringido a la metanogénesis a través de la reducción de tiol metilado. El análisis genómico indica que carecen de vías para la fijación de carbono, fijación de nitrógeno y biosíntesis de muchos aminoácidos. Como fuente de carbono puede usar acetato, malonato y propionato. Estos hallazgos revelan al metanógeno notablemente único Candidatus Methanofastidiosum methylthiophilus como la primera visión de la sexta clase de metanógenos.

## Hábitat
Se encuentra en sedimentos marinos salobres, sedimentos hidrotermales, digestor anaeróbico mesófilo, en agua y sedimento de plantas de tratamiento de aguas residuales, lodo granular desnitrificante, agua subterránea contaminada con petróleo, lixiviados de vertedero, etc.